# Floricomus bishopi
Floricomus bishopi är en spindelart som beskrevs av Ivie och Barrows 1935. Floricomus bishopi ingår i släktet Floricomus och familjen täckvävarspindlar. Inga underarter finns listade i Catalogue of Life.